# Árpád Duka-Zólyomi
Árpád Duka-Zólyomi (ur. 8 maja 1941 w Bratysławie, zm. 26 lipca 2013) – słowacki fizyk, wykładowca, działacz mniejszości węgierskiej, wieloletni parlamentarzysta krajowy (1992–2004) oraz poseł do Parlamentu Europejskiego (2004–2009).

## Życiorys
Po ukończeniu gimnazjum w Galancie pracował w fabrykach w Bratysławie oraz kształcił się na Wydziale Techniki i Fizyki Jądrowej ČVUT–FJFI w Pradze. Podjął pracę wykładowcy akademickiego w katedrze fizyki jądrowej Uniwersytetu Komeńskiego w Bratysławie (1968–1976). latach 1976–1989 zatrudniony na stanowiskach kierowniczych w Zjednoczonym Instytucie Badań Jądrowych w Dubnie w ZSRR. Po 1989 wrócił do działalności akademickiej w macierzystej Katedrze. Wydał około 80 publikacji naukowych z dziedziny fizyki jądrowej.
W latach 1968–1970 był przewodniczącym związku młodzieży węgierskiej na Słowacji (Zväz maďarskej mládeže na Slovensku), aktywną działalność polityczną podjął po obaleniu komunizmu. W latach 1990–2003 był członkiem organizacji „Csemadoku”, później od 1991 do 1998 sprawował funkcję pierwszego wiceprzewodniczącego ruchu „Spolužitie”. W 1992 wszedł w skład Słowackiej Rady Narodowej, gdzie stał na czele frakcji Spolužitia”. Po raz kolejny mandat uzyskał w 1994, był przewodniczącym klubu posłów Koalicji Węgierskiej. W latach 1998–2002 zasiadał w Zgromadzeniu Parlamentarnym Rady Europy, był również przewodniczącym słowacko-węgierskiej grupy Unii Międzyparlamentarnej oraz członkiem Zgromadzenia Parlamentarnego OBWE.
W 2004 uzyskał mandat posła do Parlamentu Europejskiego z ramienia Partii Węgierskiej Koalicji. Zasiadał we frakcji Europejskiej Partii Ludowej i Europejskich Demokratów. W wyborach w 2009 nie ubiegał się o reelekcję.